# Titoísmo

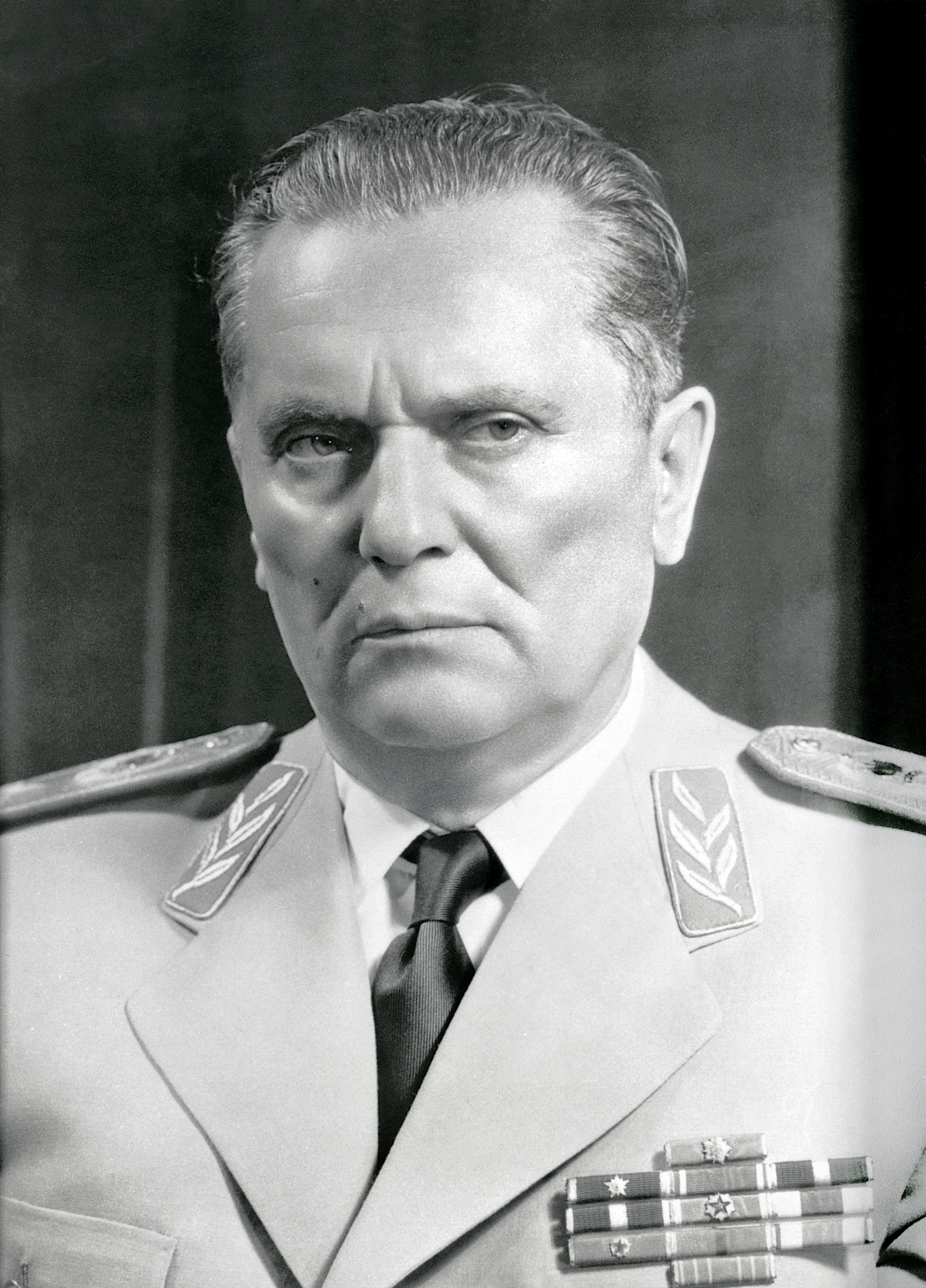
Josip Broz Tito

El titoísmo (a veces también denominado titismo) es una filosofía política asociada al estilo de liderazgo del estadista yugoslavo Josip Broz Tito, durante la Guerra Fría. Se caracteriza por una amplia identidad yugoslava, autogestión de los trabajadores, una separación política de la Unión Soviética y liderazgo en el Movimiento de Países No Alineados.
Tito dirigió a los partisanos yugoslavos durante la Segunda Guerra Mundial. Después de la guerra, surgieron tensiones entre Yugoslavia y la Unión Soviética. Aunque estos problemas disminuyeron con el tiempo, Yugoslavia siguió siendo relativamente independiente en pensamiento y política. Tito dirigió Yugoslavia hasta su muerte en 1980.
Hoy en día, el término "titoísmo" se usa a veces para referirse a la nostalgia yugoslava, un anhelo de restablecimiento o renacimiento del yugoslavismo o Yugoslavia por parte de los ciudadanos de los estados sucesores de Yugoslavia.

## Ruptura Tito-Stalin
Cuando el resto de Europa del Este se convirtió en estados satélites de la Unión Soviética, Yugoslavia se negó a aceptar la Resolución de la Cominform de 1948 y el período de 1948 a 1955, conocido como Informbiro, estuvo marcado por una severa represión de los oponentes y muchos otros acusados de pro-Stalin hacia el campo penal de Goli Otok.

## Ideología
Los elementos del titoísmo se caracterizan por políticas y prácticas basadas en el principio de que en cada país los medios para alcanzar las metas comunistas últimas deben ser dictados por las condiciones de ese país en particular, más que por un patrón establecido en otro país. Es distinta de la teoría del "socialismo en un solo país" de Iósif Stalin, ya que Tito defendía la cooperación entre naciones a través del Movimiento de Países No Alineados y, al mismo tiempo, buscaba el socialismo de la forma que mejor se adaptara a determinadas naciones. En contraste, el "socialismo en un solo país" se centró en una rápida industrialización y modernización, para competir con lo que Stalin percibía como las naciones más avanzadas de Occidente. Durante la era de Tito, sus ideas significaban específicamente que el objetivo comunista debía perseguirse independientemente de (y a menudo en oposición a) lo que él llamaba las políticas estalinistas de la Unión Soviética.
A lo largo de su tiempo en el cargo, Tito se enorgulleció de la independencia de Yugoslavia de la Unión Soviética, y Yugoslavia nunca aceptó la membresía de pleno derecho en el Comecon y el rechazo abierto de Tito de muchos aspectos del estalinismo como las manifestaciones más obvias de esto. Los soviéticos y sus estados satélites a menudo acusaron a Yugoslavia de trotskismo y socialdemocracia, cargos basados libremente en el samoupravljanje (autogestión) de Tito y la teoría del trabajo asociado (políticas de participación en las ganancias e industrias de propiedad de los trabajadores iniciadas por él, Milovan Đilas y Edvard Kardelj en 1950). Fue en estas cosas que el liderazgo soviético acusó de albergar las semillas del comunismo de consejos o incluso del corporativismo.
Los ataques propagandísticos se centraron en la caricatura de "Tito el Carnicero" de la clase trabajadora, con el objetivo de señalarlo como un agente encubierto del imperialismo occidental. De hecho, Tito fue recibido por las potencias occidentales como un aliado, pero nunca perdió sus credenciales comunistas.

## Antecedentes
Inicialmente favorito de Stalin, Tito dirigió la guerra de liberación nacional a la ocupación nazi durante la guerra, luego se reunió con el liderazgo soviético varias veces inmediatamente después de la guerra para negociar el futuro de Yugoslavia. Con el tiempo, estas negociaciones se volvieron menos cordiales porque Tito no tenía la intención de ceder el poder ejecutivo ni de aceptar la intervención o influencia extranjera (cargo que Tito continuó más tarde dentro del Movimiento de Países No Alineados).
Tito enfureció a Stalin al estar de acuerdo con los proyectos del líder búlgaro Georgi Dimitrov, que significaban fusionar los dos países balcánicos en una República Federativa Balcánica de acuerdo con los proyectos de la Federación Comunista Balcánica. Esto condujo al acuerdo de cooperación de 1947 firmado en Bled (Dimitrov también presionó a Rumania para que se uniera a tal federación, expresando sus creencias durante una visita a Bucarest a principios de 1948). El acuerdo de Bled, también conocido como el "tratado Tito-Dimitrov", se firmó el 1 de agosto de 1947 en Bled, Eslovenia. También preveía la unificación entre Vardar Macedonia y Pirin Macedonia y el regreso de las Tierras Lejanas Occidentales a Bulgaria. Las políticas resultantes del acuerdo se revirtieron después de la escisión de Tito-Stalin en junio de 1948, cuando Bulgaria estaba subordinada a los intereses de la Unión Soviética y tomó una postura contra Yugoslavia.
La política de bloques regionales había sido la norma en las políticas del Komintern, mostrando el resentimiento soviético hacia el estado-nación en Europa del Este y las consecuencias de la Conferencia de Paz de París. Con el 1943, la disolución del Komintern y el posterior advenimiento del Kominform, vino el rechazo de Stalin de la ideología anterior y la adaptación a las condiciones creadas para la hegemonía soviética durante la Guerra Fría.
A veces se ha referido al titoísmo como una forma de "comunismo nacional", una variante del nacionalismo. Sin embargo, Walker Connor dice que el titoísmo es más parecido al "comunismo de estado", ya que la lealtad a un estado que comprende varias naciones. El nacionalismo era una amenaza para el titoísmo.

## Resultado e influencia
La Liga de los Comunistas de Yugoslavia retuvo un poder sólido; la legislatura hizo poco más que decisiones aprobadas por el Politburó de la LCY. La policía secreta, la Administración de Seguridad del Estado (UDBA), aunque operaba con mucha más moderación que sus contrapartes en el resto de Europa del Este, era sin embargo una herramienta temida de control gubernamental. La UDBA fue particularmente notoria por asesinar a presuntos "enemigos del estado" que vivían en el exilio en el extranjero.  Los medios de comunicación permanecieron bajo restricciones que eran onerosas para los estándares occidentales, pero aún tenían más libertad que sus contrapartes en otros países comunistas. Los grupos nacionalistas fueron un objetivo particular de las autoridades, con numerosas detenciones y penas de prisión dictadas a lo largo de los años por actividades separatistas. Aunque los soviéticos revisaron sus actitudes bajo Nikita Khrushchev durante el proceso de desestalinización y buscaron normalizar las relaciones con los yugoslavos mientras obtenían influencia en el Movimiento de Países No Alineados, la respuesta que obtuvieron nunca fue entusiasta y la Unión Soviética nunca obtuvo una salida adecuada al Mar Mediterráneo. Al mismo tiempo, los estados no alineados no lograron formar un tercer bloque, especialmente después de la escisión como resultado de la crisis del petróleo de 1973.
Las actitudes conservadoras de Leonid Brézhnev enfriaron una vez más las relaciones entre los dos países (aunque nunca degeneraron al nivel del conflicto con Stalin). Yugoslavia respaldó al líder de Checoslovaquia, Alexander Dubček, durante la Primavera de Praga de 1968 y luego cultivó una relación especial (aunque incidental) con el rebelde presidente rumano Nicolae Ceaușescu. El titoísmo era similar al socialismo de Dubček con rostro humano, mientras que Ceaușescu atraía simpatías por su negativa a aprobar (y participar en) la invasión soviética de Checoslovaquia, que brevemente pareció constituir un casus belli entre Rumania y los soviéticos. Sin embargo, Ceaușescu era un miembro poco probable de la alianza, ya que se benefició de los eventos para impulsar su agenda autoritaria dentro de Rumania.
Después de que Brezhnev dominara a Checoslovaquia en 1968, Rumania y Yugoslavia mantuvieron conexiones privilegiadas hasta mediados de la década de 1980. Ceaușescu adaptó la parte del titoísmo que hacía referencia a las "condiciones de un país en particular", pero las fusionó con el nacionalismo rumano y las creencias juche norcoreanas contrastantes mientras se embarcaba en una forma particular de Revolución Cultural. La síntesis puede compararse aproximadamente con los desarrollos paralelos del hoxhaísmo y encontró a Ceaușescu fuertes, quizás no buscados, partidarios en teóricos del nacional bolchevismo como el belga Jean-François Thiriart.
La propia ideología de Tito se volvió menos clara con las presiones de varios nacionalismos dentro de Yugoslavia y los problemas planteados por la primavera croata de la década de 1970. En términos económicos, Yugoslavia se acercó un poco más a un mercado libre, claramente separado de otros regímenes socialistas en Europa del Este (y marcado por una actitud permisiva hacia el trabajo estacional de los ciudadanos yugoslavos en Europa Occidental). Al mismo tiempo, el liderazgo puso fin a los intentos capitalistas abiertos (como el experimento de Stjepan Mesić con la privatización en Orahovica) y aplastó la disidencia de pensadores liberales como el exlíder Milovan Đilas, mientras que también reprimió los intentos centrífugos, promoviendo un patriotismo yugoslavo.
Aunque todavía se reivindica como políticas oficiales, prácticamente todos los aspectos del titoísmo entraron en rápido declive después de la muerte de Tito en 1980, siendo reemplazados por las políticas rivales de las repúblicas constituyentes. A fines de la década de 1980, con el nacionalismo en aumento, se podría decir que el titoísmo revisado fue mantenido como un punto de referencia por movimientos políticos que se vieron desfavorecidos por las principales tendencias, como los foros cívicos en Bosnia y Herzegovina y Macedonia del Norte.
La Tercera Teoría Universal de Muammar Gaddafi, esbozada en el Libro Verde de Gaddafi que informó la política nacional libia desde su formación en 1975 hasta la caída de Gaddafi en 2011, se inspiró en gran medida y compartió muchas similitudes con el titoísmo y la autogestión de los trabajadores yugoslavos.